# Venise-en-Québec
Venise-en-Québec (significando Venecia en Quebec (en francés)) es un municipio de la provincia de Quebec en Canadá. Es uno de los municipios pertenecientes al municipio regional de condado de Le Haut-Richelieu, en la región de Montérégie-Est en Montérégie.

## Geografía

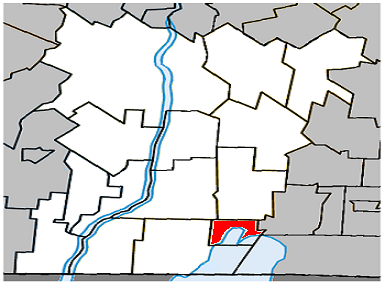
Ubicación de Venise-en-Québec en el MRC de Le Haut-Richelieu

Venise-en-Québec se encuentra en la planicie del San Lorenzo, en el extremo norte del lago Champlain, en la parte sur del MRC de Le Haut-Richelieu, 30 km al sur de Saint-Jean-sur-Richelieu, sede del MRC. Está ubicado entre Saint-Georges-de-Clarenceville al oeste, Henryville al noroeste, Saint-Sébastien al norte, Pike River al este, Saint-Armand al sureste y la bahía Missisquoi al sur. Su superficie total es de 20,21 km², de los cuales 13,10 km² son tierra firme. La localidad está ubicada por la ribera de la bahía Missiquoi y de la bahía de Venise. Las crecidas en la primavera son importantes. El medio húmedo del arroyo McFee conlleva una flora y una fauna diversificadas.

## Historia
En 1864, una oficina de correos llamada Venice abrió en la localidad, entonces ubicada en el municipio de parroquia de Saint-Georges-de-Clarenceville. En la primera parte del siglo XX, la localidad se desarrolló como estación de veraneo pero la población permanente era de solo 85 habitantes en 1939. El municipio de Venise-en-Québec fue creado por separación del municipio de parroquia de Saint-Georges-de-Clarenceville en 1950.

## Política
El consejo municipal está compuesto por seis consejeros, sin división territorial. El alcalde actual (2015) es Jacques Landry.
|            | 2005-2009                                                                                                 | 2009-2013                                                                               | 2013-2017                                                                             |
| Alcalde    | Jacques Landry                                                                                            | Jacques Landry                                                                          | Jacques Landry                                                                        |
| Consejeros | Micheline Aubry Line Émard Pierre Gosselin** Benoît Lacasse* Claude Maillé André Surprenant Michel Vanier | Micheline Aubry Line Émard Pierre Gosselin Claude Maillé André Surprenant Michel Vanier | Micheline Aubry Gérard Bouthot Line Émard Alain Paquin André Surprenant Michel Vanier |

* Consejero al inicio del termo pero no al fin.  ** Consejero al fin del termo pero no al inicio.
El municipio está incluido en la circunscripción electoral de Iberville a nivel provincial y de Brome-Missisquoi a nivel federal.

## Demografía
Según el censo de Canadá de 2011, contaba con 1547 habitantes. La densidad de población era de 116,9 hab./km². Entre 2006 y 2011 hubo un aumento de 228 habitantes (17,3 %). En 2011, el número total de inmuebles particulares era de 1036, de los que 747 estaban ocupados por residentes habituales, la mayor parte de otros siendo segundas residencias. La población es francófona.
Evolución de la población total, 1991-2011

## Economía
La principal actividad económica local es el veraneo incluyendo windsurf, esquí náutico y pesca bajo hielo.